# Jumpin’ Jack Flash
«Jumpin’ Jack Flash» (вспышка «Джека-Попрыгунчика») — песня британской рок-группы The Rolling Stones, выпущенная синглом в 1968 году. Критики расценили песню как возвращение группы к блюз-корням после барокко-попа и психоделики их предыдущих альбомов. Песня, являющаяся одной из самых популярных и узнаваемых композиций группы, была использована в качестве саундтрека во многих фильмах. Входит в сборники The Rolling Stones Through the Past, Darkly (Big Hits Vol. 2), Hot Rocks, Singles Collection, Forty Licks и др. На сегодняшний день это самая часто исполняемая песня группы, они исполнили её около 1,100 раз на концертах.
- «Jumping Jack» — название физического упражнения, городской легенды XIX века, а также дешёвого фейерверка, популярного в 1960-е годы
- «Jack Flash» — сленговое выражение, означающее наркотический приход.

## Участники записи
- Мик Джаггер — ведущий вокал, маракас
- Кит Ричардс — акустическая гитара, бас-гитара, напольный том-том, бэк-вокал
- Брайан Джонс — электрогитара, бэк-вокал
- Билл Уаймэн — орган Хаммонда, бэк-вокал
- Чарли Уоттс — ударные
- Ники Хопкинс — фортепиано
- Джимми Миллер — бэк-вокал